# 2024-es Formula–1 olasz nagydíj
Az olasz nagydíj a 2024-es Formula–1 világbajnokság tizenhatodik futama volt, amelyet 2024. augusztus 30. és szeptember 1. között rendeztek meg az Autodromo Nazionale Monza versenypályán, Monzában.

## Választható keverékek
| Abroncs              | Friss | Használt |
| -------------------- | ----- | -------- |
| Kemény keverék (C3)  |       |          |
| Közepes keverék (C4) |       |          |
| Lágy keverék (C5)    |       |          |
| Átmeneti esőgumi (I) |       |          |
| Teljes esőgumi (W)   |       |          |

## Szabadedzések

### Első szabadedzés
Az olasz nagydíj első szabadedzését augusztus 30-án, péntek délután tartották, magyar idő szerint 13:30-tól.
| helyezés | versenyző             | csapat/motor                 | elért idő | különbség | futott kör |
| -------- | --------------------- | ---------------------------- | --------- | --------- | ---------- |
| 1        | Max Verstappen        | Red Bull Racing-Honda RBPT   | 1:21,676  |           | 19         |
| 2        | Charles Leclerc       | Ferrari                      | 1:21,904  | +0,228    | 23         |
| 3        | Lando Norris          | McLaren-Mercedes             | 1:21,917  | +0,241    | 26         |
| 4        | Carlos Sainz Jr.      | Ferrari                      | 1:22,126  | +0,450    | 24         |
| 5        | Valtteri Bottas       | Kick Sauber-Ferrari          | 1:22,127  | +0,451    | 21         |
| 6        | Oscar Piastri         | McLaren-Mercedes             | 1:22,199  | +0,523    | 23         |
| 7        | Lewis Hamilton        | Mercedes                     | 1:22,214  | +0,538    | 24         |
| 8        | Alexander Albon       | Williams-Mercedes            | 1:22,220  | +0,544    | 24         |
| 9        | Sergio Pérez          | Red Bull Racing-Honda RBPT   | 1:22,311  | +0,635    | 21         |
| 10       | Fernando Alonso       | Aston Martin Aramco-Mercedes | 1:22,315  | +0,639    | 18         |
| 11       | Kevin Magnussen       | Haas-Ferrari                 | 1:22,572  | +0,896    | 22         |
| 12       | Daniel Ricciardo      | RB-Honda RBPT                | 1:22,605  | +0,929    | 21         |
| 13       | Cunoda Júki           | RB-Honda RBPT                | 1:22,714  | +1,038    | 23         |
| 14       | Pierre Gasly          | Alpine-Renault               | 1:22,763  | +1,087    | 22         |
| 15       | Csou Kuan-jü          | Kick Sauber-Ferrari          | 1:22,854  | +1,178    | 22         |
| 16       | Lance Stroll          | Aston Martin Aramco-Mercedes | 1:22,864  | +1,188    | 21         |
| 17       | Franco Colapinto      | Williams-Mercedes            | 1:22,880  | +1,204    | 23         |
| 18       | Esteban Ocon          | Alpine-Renault               | 1:22,880  | +1,204    | 21         |
| 19       | Nico Hülkenberg       | Haas-Ferrari                 | 1:23,157  | +1,481    | 23         |
| 20       | Andrea Kimi Antonelli | Mercedes                     | 1:23,955  | +2,279    | 5          |

### Második szabadedzés
Az olasz nagydíj második szabadedzését augusztus 30-án, péntek délután tartották, magyar idő szerint 17:00-tól.
| helyezés | versenyző        | csapat/motor                 | elért idő | különbség | futott kör |
| -------- | ---------------- | ---------------------------- | --------- | --------- | ---------- |
| 1        | Lewis Hamilton   | Mercedes                     | 1:20,738  |           | 24         |
| 2        | Lando Norris     | McLaren-Mercedes             | 1:20,741  | +0,003    | 23         |
| 3        | Carlos Sainz Jr. | Ferrari                      | 1:20,841  | +0,103    | 27         |
| 4        | Oscar Piastri    | McLaren-Mercedes             | 1:20,858  | +0,120    | 24         |
| 5        | Charles Leclerc  | Ferrari                      | 1:20,892  | +0,154    | 26         |
| 6        | George Russell   | Mercedes                     | 1:21,086  | +0,348    | 20         |
| 7        | Nico Hülkenberg  | Haas-Ferrari                 | 1:21,140  | +0,402    | 25         |
| 8        | Daniel Ricciardo | RB-Honda RBPT                | 1:21,300  | +0,562    | 23         |
| 9        | Fernando Alonso  | Aston Martin Aramco-Mercedes | 1:21,316  | +0,578    | 24         |
| 10       | Lance Stroll     | Aston Martin Aramco-Mercedes | 1:21,363  | +0,625    | 27         |
| 11       | Valtteri Bottas  | Kick Sauber-Ferrari          | 1:21,461  | +0,723    | 25         |
| 12       | Kevin Magnussen  | Haas-Ferrari                 | 1:21,499  | +0,761    | 11         |
| 13       | Alexander Albon  | Williams-Mercedes            | 1:21,592  | +0,854    | 25         |
| 14       | Max Verstappen   | Red Bull Racing-Honda RBPT   | 1:21,610  | +0,872    | 24         |
| 15       | Sergio Pérez     | Red Bull Racing-Honda RBPT   | 1:21,678  | +0,940    | 14         |
| 16       | Cunoda Júki      | RB-Honda RBPT                | 1:21,735  | +0,997    | 20         |
| 17       | Franco Colapinto | Williams-Mercedes            | 1:21,784  | +1,046    | 20         |
| 18       | Pierre Gasly     | Alpine-Renault               | 1:21,819  | +1,081    | 23         |
| 19       | Esteban Ocon     | Alpine-Renault               | 1:21,867  | +1,129    | 22         |
| 20       | Csou Kuan-jü     | Kick Sauber-Ferrari          | 1:22,223  | +1,485    | 27         |

### Harmadik szabadedzés
Az olasz nagydíj harmadik szabadedzését augusztus 31-én, szombat délután tartották, magyar idő szerint 12:30-tól.
| helyezés | versenyző        | csapat/motor                 | elért idő | különbség | futott kör |
| -------- | ---------------- | ---------------------------- | --------- | --------- | ---------- |
| 1        | Lewis Hamilton   | Mercedes                     | 1:20,117  |           | 20         |
| 2        | George Russell   | Mercedes                     | 1:20,210  | +0,093    | 24         |
| 3        | Charles Leclerc  | Ferrari                      | 1:20,226  | +0,109    | 22         |
| 4        | Oscar Piastri    | McLaren-Mercedes             | 1:20,252  | +0,135    | 15         |
| 5        | Lando Norris     | McLaren-Mercedes             | 1:20,262  | +0,145    | 15         |
| 6        | Max Verstappen   | Red Bull Racing-Honda RBPT   | 1:20,368  | +0,251    | 24         |
| 7        | Carlos Sainz Jr. | Ferrari                      | 1:20,463  | +0,346    | 20         |
| 8        | Alexander Albon  | Williams-Mercedes            | 1:20,596  | +0,479    | 15         |
| 9        | Franco Colapinto | Williams-Mercedes            | 1:20,905  | +0,788    | 17         |
| 10       | Nico Hülkenberg  | Haas-Ferrari                 | 1:20,943  | +0,826    | 18         |
| 11       | Fernando Alonso  | Aston Martin Aramco-Mercedes | 1:20,968  | +0,851    | 22         |
| 12       | Daniel Ricciardo | RB-Honda RBPT                | 1:21,077  | +0,960    | 18         |
| 13       | Cunoda Júki      | RB-Honda RBPT                | 1:21,141  | +1,024    | 15         |
| 14       | Pierre Gasly     | Alpine-Renault               | 1:21,155  | +1,038    | 20         |
| 15       | Lance Stroll     | Aston Martin Aramco-Mercedes | 1:21,157  | +1,040    | 23         |
| 16       | Kevin Magnussen  | Haas-Ferrari                 | 1:21,208  | +1,091    | 21         |
| 17       | Esteban Ocon     | Alpine-Renault               | 1:21,258  | +1,141    | 19         |
| 18       | Sergio Pérez     | Red Bull Racing-Honda RBPT   | 1:21,287  | +1,170    | 23         |
| 19       | Valtteri Bottas  | Kick Sauber-Ferrari          | 1:21,357  | +1,240    | 20         |
| 20       | Csou Kuan-jü     | Kick Sauber-Ferrari          | 1:22,035  | +1,918    | 18         |

## Időmérő edzés
Az olasz nagydíj időmérő edzését augusztus 31-én, szombat délután tartották, magyar idő szerint 16:00-tól.
| helyezés | rajtszám | versenyző        | csapat/motor                 | 1. rész  | 2. rész  | 3. rész  | rajthely | futott kör |
| -------- | -------- | ---------------- | ---------------------------- | -------- | -------- | -------- | -------- | ---------- |
| 1        | 4        | Lando Norris     | McLaren-Mercedes             | 1:19,911 | 1:19,727 | 1:19,327 | 1        | 12         |
| 2        | 81       | Oscar Piastri    | McLaren-Mercedes             | 1:20,076 | 1:19,808 | 1:19,436 | 2        | 19         |
| 3        | 63       | George Russell   | Mercedes                     | 1:20,169 | 1:19,877 | 1:19,440 | 3        | 18         |
| 4        | 16       | Charles Leclerc  | Ferrari                      | 1:20,074 | 1:20,007 | 1:19,461 | 4        | 21         |
| 5        | 55       | Carlos Sainz Jr. | Ferrari                      | 1:20,149 | 1:19,799 | 1:19,467 | 5        | 18         |
| 6        | 44       | Lewis Hamilton   | Mercedes                     | 1:20,477 | 1:19,641 | 1:19,513 | 6        | 18         |
| 7        | 1        | Max Verstappen   | Red Bull Racing-Honda RBPT   | 1:20,226 | 1:19,662 | 1:20,022 | 7        | 18         |
| 8        | 11       | Sergio Pérez     | Red Bull Racing-Honda RBPT   | 1:20,598 | 1:20,216 | 1:20,062 | 8        | 17         |
| 9        | 23       | Alexander Albon  | Williams-Mercedes            | 1:20,542 | 1:20,314 | 1:20,299 | 9        | 18         |
| 10       | 27       | Nico Hülkenberg  | Haas-Ferrari                 | 1:20,781 | 1:20,411 | 1:20,339 | 10       | 18         |
| 11       | 14       | Fernando Alonso  | Aston Martin Aramco-Mercedes | 1:20,617 | 1:20,421 |          | 11       | 11         |
| 12       | 3        | Daniel Ricciardo | RB-Honda RBPT                | 1:20,901 | 1:20,479 |          | 12       | 12         |
| 13       | 20       | Kevin Magnussen  | Haas-Ferrari                 | 1:20,856 | 1:20,698 |          | 13       | 11         |
| 14       | 10       | Pierre Gasly     | Alpine-Renault               | 1:20,748 | 1:20,738 |          | 14       | 16         |
| 15       | 31       | Esteban Ocon     | Alpine-Renault               | 1:20,764 | 1:20,766 |          | 15       | 16         |
| 16       | 22       | Cunoda Júki      | RB-Honda RBPT                | 1:20,945 |          |          | 16       | 6          |
| 17       | 18       | Lance Stroll     | Aston Martin Aramco-Mercedes | 1:21,013 |          |          | 17       | 6          |
| 18       | 43       | Franco Colapinto | Williams-Mercedes            | 1:21,061 |          |          | 18       | 6          |
| 19       | 77       | Valtteri Bottas  | Kick Sauber-Ferrari          | 1:21,101 |          |          | 19       | 6          |
| 20       | 24       | Csou Kuan-jü     | Kick Sauber-Ferrari          | 1:21,445 |          |          | 20       | 9          |

## Futam
Az olasz nagydíj futamát szeptember 1-én, vasárnap délután tartották, magyar idő szerint 15:00-tól.
| helyezés | rajtszám | versenyző        | csapat/motor                 | futott kör | idő/kiesés oka | rajthely | pont |
| -------- | -------- | ---------------- | ---------------------------- | ---------- | -------------- | -------- | ---- |
| 1        | 16       | Charles Leclerc  | Ferrari                      | 53         | 1:14:40,727    | 4        | 25   |
| 2        | 81       | Oscar Piastri    | McLaren-Mercedes             | 53         | +2,664         | 2        | 18   |
| 3        | 4        | Lando Norris     | McLaren-Mercedes             | 53         | +6,153         | 1        | 15+1 |
| 4        | 55       | Carlos Sainz Jr. | Ferrari                      | 53         | +15,621        | 5        | 12   |
| 5        | 44       | Lewis Hamilton   | Mercedes                     | 53         | +22,820        | 6        | 10   |
| 6        | 1        | Max Verstappen   | Red Bull Racing-Honda RBPT   | 53         | +37,932        | 7        | 8    |
| 7        | 63       | George Russell   | Mercedes                     | 53         | +39,715        | 3        | 6    |
| 8        | 11       | Sergio Pérez     | Red Bull Racing-Honda RBPT   | 53         | +54,148        | 8        | 4    |
| 9        | 23       | Alexander Albon  | Williams-Mercedes            | 53         | +1:07,456      | 9        | 2    |
| 10       | 20       | Kevin Magnussen  | Haas-Ferrari                 | 53         | +1:08,302[a]   | 13       | 1    |
| 11       | 14       | Fernando Alonso  | Aston Martin Aramco-Mercedes | 53         | +1:08,495      | 11       |      |
| 12       | 43       | Franco Colapinto | Williams-Mercedes            | 53         | +1:21,308      | 18       |      |
| 13       | 3        | Daniel Ricciardo | RB-Honda RBPT                | 53         | +1:33,452[b]   | 12       |      |
| 14       | 31       | Esteban Ocon     | Alpine-Renault               | 52         | +1 kör         | 15       |      |
| 15       | 10       | Pierre Gasly     | Alpine-Renault               | 52         | +1 kör         | 14       |      |
| 16       | 77       | Valtteri Bottas  | Kick Sauber-Ferrari          | 52         | +1 kör         | 19       |      |
| 17       | 27       | Nico Hülkenberg  | Haas-Ferrari                 | 52         | +1 kör         | 10       |      |
| 18       | 24       | Csou Kuan-jü     | Kick Sauber-Ferrari          | 52         | +1 kör         | 20       |      |
| 19       | 18       | Lance Stroll     | Aston Martin Aramco-Mercedes | 52         | +1 kör         | 17       |      |
| Ki       | 22       | Cunoda Júki      | RB-Honda RBPT                | 7          | túlmelegedés   | 16       |      |

Megjegyzések:
- ↑ a:  Kevin Magnussen elkerülhető baleset okozásáért egy 10 másodperces büntetést kapott.
- ↑ b:  Daniel Ricciardo egy másik versenyző leszorításáért egy 5 másodperces büntetést kapott. A büntetést nem megfelelő módon töltötte le, ezért további 10 másodpercet adtak hozzá az idejéhez.

## A világbajnokság állása a verseny után
| H   | Versenyzők       | Pont | H   | Konstruktőrök                | Pont |
| --- | ---------------- | ---- | --- | ---------------------------- | ---- |
| 1.  | Max Verstappen   | 303  | 1.  | Red Bull Racing-Honda RBPT   | 446  |
| 2.  | Lando Norris     | 241  | 2.  | McLaren-Mercedes             | 438  |
| 3.  | Charles Leclerc  | 217  | 3.  | Ferrari                      | 407  |
| 4.  | Oscar Piastri    | 197  | 4.  | Mercedes                     | 292  |
| 5.  | Carlos Sainz Jr. | 184  | 5.  | Aston Martin Aramco-Mercedes | 74   |
| 6.  | Lewis Hamilton   | 164  | 6.  | RB-Honda RBPT                | 34   |
| 7.  | Sergio Pérez     | 143  | 7.  | Haas-Ferrari                 | 28   |
| 8.  | George Russell   | 128  | 8.  | Alpine-Renault               | 13   |
| 9.  | Fernando Alonso  | 50   | 9.  | Williams-Mercedes            | 6    |
| 10. | Lance Stroll     | 24   | 10. | Kick Sauber-Ferrari          | 0    |

(A teljes táblázat)

## Statisztikák
- Vezető helyen: 
  - Oscar Piastri: 32 kör (1-16, 23-38)
  - Charles Leclerc 15 kör (39-53)
  - Max Verstappen: 3 kör (19-21)
  - Carlos Sainz Jr.: 2 kör (17-18)
  - Sergio Pérez: 1 kör (22)
- Lando Norris 5. pole-pozíciója, 9. versenyben futott leggyorsabb köre.
- Charles Leclerc 7. futamgyőzelme.
- A Ferrari 246. futamgyőzelme.
- Charles Leclerc 38., Oscar Piastri 7., és Lando Norris 23. dobogós helyezése.
- Franco Colapinto 1. nagydíja.